# Breit
Breit là một xã ở huyện Bernkastel-Wittlich, trong bang Rheinland-Pfalz, Xã Breit có diện tích 4 km², dân số thời điểm ngày 31 tháng 12 năm 2006 là 284 người.